# Buon vecchio Charlie
I Buon vecchio Charlie sono stati un gruppo progressive rock italiano, formatosi a Roma nel 1970.

## Storia
La formazione iniziale comprendeva Luigi Calabrò alla voce e alla chitarra, Sandro Centofanti alle tastiere, Walter Bernardi al basso, Rino Sangiorgio alla batteria e Carlo Visca alle percussioni. Successivamente la band vide l'ingresso del cantante e secondo chitarrista di origini britanniche Richard Benson (anche autore dei testi), del bassista Paolo Damiani e del flautista e sassofonista Sandro Cesaroni, con conseguente fuoriuscita di Bernardi e Visca. Nel 1971, il gruppo registrò quello che sarebbe stato il suo primo e ultimo album: l'omonimo Buon vecchio Charlie. Il disco fu inciso per la piccola etichetta discografica veneziana Suono, ma non venne pubblicato.
I Buon vecchio Charlie rimasero dimenticati per quasi vent'anni fino a quando, nel 1990, la casa discografica Melos, interessata al loro primo lavoro in studio, decise di pubblicare il loro album omonimo in CD. In seguito, nel 1999, Akarma Records ripubblicò lo stesso album sia su LP che in CD (con l'aggiunta di due nuove tracce). Il disco è stato distribuito anche in Giappone. Il lavoro è stato ulteriormente ristampato dalla BTF.

## Dopo lo scioglimento
Dopo questo fallimento il gruppo si sciolse nel 1972 e quasi tutti i componenti continuarono la loro carriera: Richard Benson come conduttore televisivo, produttore discografico e con la pubblicazione di tre album e diversi singoli da solista; Alessandro Centofanti suonando anche nel gruppo fusion Libra e collaborando come pianista e tastierista, raramente come percussionista, con alcuni famosi cantanti della scena pop italiana come Luca Barbarossa, Francesco De Gregori, Renato Zero, Giuni Russo, Nada, Riccardo Cocciante, Lucio Dalla, Rino Gaetano, Mia Martini, Antonello Venditti, Roberto Vecchioni, Mario Castelnuovo e Claudio Baglioni.
Il resto dei musicisti, ossia Luigi Calabrò, Rino Sangiorgio e Paolo Damiani, formando nel 1974 il gruppo di musica sperimentale di nome Bauhaus. La formazione con Luigi Calabrò alla chitarra, Claudio Giusti al sax, Rino Sangiorgio alla batteria,  Paolo Damiani al basso e Alberto Festa alla tastiera vinse il primo premio al Festival pop di Villa Pamphili nel 1974 e realizzò un album in studio, Stairway to Escher, nel 2003

## Formazione

### Originale
- Richard Benson - voce e chitarra ritmica
- Luigi Calabrò - chitarra solista
- Alessandro Centofanti - tastiere
- Paolo Damiani - basso
- Sandro Cesaroni - sassofono e flauto
- Rino Sangiorgio - batteria

### Ultima
- Luigi Calabrò - chitarra solista
- Valter Bernardi - basso
- Mattia Marrone - pianoforte e tastiere
- Marco Orfei - sassofoni, flauto, ottavino e trombone
- Fabio Balducci - batteria

### Altri componenti
- Carlo Visca - percussioni

## Discografia
- 1990 - Buon vecchio Charlie